# Sound Alive
『Sound Alive』（サウンドアライブ）は、エフエム北海道（AIR-G'）で放送していたラジオ番組。
2019年4月6日（土曜）放送開始。番組開始当初の放送枠は毎週土曜日の21:00-21:30。同枠での放送は2019年9月28日までで、同年10月7日放送回より毎週月曜日の19:00-19:30の放送枠に移動。
番組では北海道で行われる夏イベント「JOIN ALIVE」の最新情報も取り上げられた。
2020年9月28日放送分を以って番組終了。2020年9月まで直前の18:55までを放送枠としていた「LUV TRACKS」が、同枠を含む月曜-木曜の同時間帯まで10月から放送時間を拡大した。